# Boubou (Mombo)
Pour les articles homonymes, voir Boubou.
Boubou est un village de la Région du Littoral au Cameroun, situé dans la commune de Mombo.

## Population et développement
En 1967, la population de Boubou était de 277 habitants, essentiellement de Bamiléké. Lors du recensement de 2005, elle était de 359 habitants.